# John Geiger
John Francis Geiger (Filadèlfia, Pennsilvània, 28 de març de 1873 – Filadèlfia, 6 de desembre de 1959) va ser un remer estatunidenc que va competir cavall del segle xix i el segle xx.
El 1900 va prendre part en els Jocs Olímpics de París, on guanyà una medalla d'or en la prova de vuit amb timoner com a membre de l'equip Vesper Boat Club.